# Helias Putschius
Helias Putschius, eigentlich Elias von Putschen beziehungsweise Elias van Putschen, Elias von Putsch, Elias von Putz und verschiedene weitere ähnliche Namensformen (* 6. November 1580 in Antwerpen; † 9. März 1606 in Stade) war ein niederländischer Dichter, Philologe und Historiker.

## Leben und Leistungen
Helias Putschius entstammte einer Kaufmannsfamilie, sein Vater kam aus Augsburg nach Antwerpen. Aufgrund der politischen Umstände ging die Familie 1583 nach Emden, 1588 nach Stade. Seine Eltern schickten ihn nach Hamburg, wo er Französisch lernen sollte. 1593 begann er auf Initiative eines Freundes der Familie, Johann Philipp Stamler, bei Petrus Carpentarius  mit dem Lateinunterricht. Nachdem Carpentarius nach Nortwieck und später Rotterdam gegangen war, folgte ihm Putschius. 1598 begann er mit dem Studium der Rechtswissenschaften an der Universität Leiden. In Leiden stand er Joseph Justus Scaliger nahe. 1601 führten ihn Studienaufenthalte an die Universität Jena, 1602 oder 1603 nach Leipzig. In Leipzig freundete er sich mit Gottfried Jungermann an. 1603 weilte er mit Jungermann zu weiteren Aufenthalten in Frankfurt am Main und Heidelberg, wo auf Jan Gruter traf. 1604 beendete er seine Studien in Leipzig und hielt sich in Hamburg, Stade und wieder länger in Heidelberg auf. In Heidelberg trat er dieses Mal nicht nur mit Jan Gruter, sondern auch mit Marquard Freher und Jacques Bongars zusammen, die ihn förderten. Auch 1605 führte ihn eine längere Reise wieder nach München, Ingolstadt, Nürnberg, Altorf Hamburg und Stade. Bei Vorbereitungen für eine Reise nach Frankreich und England starb er im folgenden Jahr. Putschius wurde in der Nikolaikirche von Stade bestattet.
Schon früh konnte sich Putschius einen Namen mit kleineren lateinischen Gelegenheitsdichtungen machen, die als stilsicher galten. Die erste bedeutende Veröffentlichung war eine Herausgabe der Schriften des Sallust im Jahr 1602, die im weiteren Verlauf des Jahrhunderts mehrfach neu aufgelegt wurde. Drei Jahre später veröffentlichte er mit einer Zusammenstellung der antiken lateinischen Grammatiker sein bedeutendstes Werk: Grammaticae latinae autores antiqui. Für manche Schriften war es die erste gedruckte Publikation. Für das Werk nutzte er ausschließlich Handschriften, gab ihm aber nur einen kleinen wissenschaftlichen Apparat zur Nutzung bei. Die 1400 Seiten mussten im 19. Jahrhundert bei Neuauflagen auf mehrere Teilbände verteilt werden. In einer weiteren Schrift wollte er seine eigenen philologischen Leistungen in einem Kommentar näher erläutern. Dazu kam es jedoch aufgrund des frühen Todes im Alter von 25 nicht mehr. In seinem kurzen Leben konnte Putschius dennoch eine nennenswerte wissenschaftliche Leistung vorweisen. Putschius' Werk steht am Übergang zweier Rezeptionsformen. Bis zu seiner Arbeit wurden die antiken lateinischen Grammatiker als Autoritäten für die lateinische Sprache angesehen, seit Putschius wird sich aktiv mit ihren Schriften auseinandergesetzt. Bis zur Ausgabe der Grammatici Latini durch Martin Hertz und Heinrich Keil in sieben Bänden zwischen 1855 und 1880 war Putschius' Schrift für mehr als 250 Jahre das Referenzwerk in seinem Bereich. Conrad Bursian bezeichnete Putschius' Werk als ein für das Studium der lateinischen Sprache und ihrer Geschichte epochemachendes Werk, das ihm für alle Zeiten einen Ehrenplatz in der Geschichte der Philologie gesichert hat. Postum erschienen einige Schriften von Johannes Sleidanus, die Putschius zusammengestellt hatte. Ferner erschien 1607 noch Notae in Jul. Caesarem.

## Schriften
- C. Crispi Sallustii Opera omnia quæ extant. Ex officina Plantiniana Raphelengii, Leiden 1602
- M. Valerii Probi Grammatici de notis Romanorum interpretandis libellus. Notae juris antiqui de legibus et Plebiscitis. Hanau 1603.
- Grammaticae Latinae Auctores Antiqui. Charisius, Diomedes, Priscianus, Probus, Magno, P. Diaconus, Phocas, Asper, Donatus, Servius, Sergius, Cledonius, Victorinus, Augustinus, Consentius, Alcuinus, Eutyches, Fronto, Vel. Longus, Caper, Scaurus, Agroetius, Cassiodorus, Beda, Terentianus, Victorinus, Plotius, Caesius Bassus, Fortunatianus, Rufinus, Censorinus, Macrobius, Incerti. Cum Indicibvs locupletissimis. Hanau 1605 Digitalisat.
- Johannis Sleidani Opvscvla Qvaedam, Qvorvm Ipse Partim Avctor, partim Interpres. I, De quatuor Summis Imperiis Lib. III. II, Cl. Sesellii de Repub. Gallorum & regum officiis, libri II. Latine redditi. III, Summa doctrinae Platonis De Rep. & legibus. IV. Orationes duae: una ad Carolum V. Caesarem; altera ad Germaniae Principes & Ordines Imperii. Omnia nunc primum simul ita iuncta opera & studio Heliae Putschii. Accesserunt seorsum Commentarii & Notae Guil. Xylandri in libros de IV. Monarchiis, nunc primum in lucem editi. Hanau 1608 Digitalisat.

## Belege
1. ↑  Conrad Bursian: Geschichte der classischen Philologie in Deutschland. München, Leipzig 1883, S. 277–278.

| Personendaten    | Personendaten |
| ---------------- | --- |
| NAME             | Putschius, Helias |
| ALTERNATIVNAMEN  | Putschen, Elias von; Putschen, Elias van; Putschen, Helias; Putsche, Helias; Putschäus, Elias; Putsch, Helias; Putschius, Elias; Putzsch, Elias; Putsch, Elias; Putz, Helias; Putz, Elias; VanPutschen, Helias |
| KURZBESCHREIBUNG | niederländischer Dichter, Philologe und Historiker |
| GEBURTSDATUM     | 6. November 1580 |
| GEBURTSORT       | Antwerpen |
| STERBEDATUM      | 9. März 1606 |
| STERBEORT        | Stade |